# 月黒斗夜
月黒 斗夜（つきぐろ とうや）は日本の男性声優。主にアダルトゲームに声をあてている。

## 出演

### ゲーム
2004年
- MinDeaD BlooD 〜支配者の為の狂死曲〜（武下和哉）

2005年
- でぼの巣箱（堕天使）
- 人妻戦隊アイサイガー（天子ルベリウス）

2006年
- いな☆こい! 〜お稲荷さまとモテモテのたたり〜（八神喜重郎）
- ねとって女神!（ヴィーザル）
- MinDeaD BlooD 〜支配者の為の狂死曲〜 DVD Special Edition（武下和哉）

2007年
- いな☆こい!ファンディスク（八神 喜重郎）
- GUN-KATANA（銃刀） ―Non-Human-Killer―（雷鵬、クリストフ）
- 式神 〜桔梗の華に秘めたる想い〜（九黎北斗）
- Ma Maison 〜素直になれない住人たち〜（三杉純一）
- MagusTale 〜世界樹と恋する魔法使い〜（アルベルト＝グローリア）

2008年
- Before Dawn Daybreak 〜深淵の歌姫〜（ヴィクター[1]）
- 恋する式 〜SHIKIGAMI 2008〜（九黎北斗）
- ねとって女神! ネオ（ペルセウス）
- MagusTale Infinity（アルベルト＝グローリア）

2009年
- きっと、澄みわたる朝色よりも、
- 77 〜And, two stars meet again〜（月城銀河[2]）
- 夏色ストレート!（磐鳥未来）

2010年
- 涼風のメルト -Where wishes are drawn to each other-（谷口康介[3]）
- MinDeaD BlooD Complete Edition（武下和哉）

2011年
- 舞風のメルト -Where leads to feeling destination-（谷口康介）

2012年
- 竜翼のメロディア -Diva with the blessed dragonol-（バルディス・ベルンハルト[4]）

2013年
- Si-Nis-Kanto（シュウ）
- まじかりっく⇔スカイハイ 〜空飛ぶホウキに想いをのせて〜（ルーク=サナス=トランシア[5]）

2014年
- ハロー・レディ!（御門大義[6]）
- ハロー・レディ! -New Division-（御門大義）

2014年
- 相州戦神館學園 八命陣（世良信明）

2015年
- 相州戦神館學園 万仙陣（世良信明[7]）

### ドラマCD
- Si-Nis-Kanto ドラマCD Another Story Vol.2
- Si-Nis-Kanto ドラマCD Another Story Vol.4
- Si-Nis-Kanto ドラマCD Another Story Vol.5
- Si-Nis-Kanto ドラマCD Another Story Vol.6